# لوح محفوظ

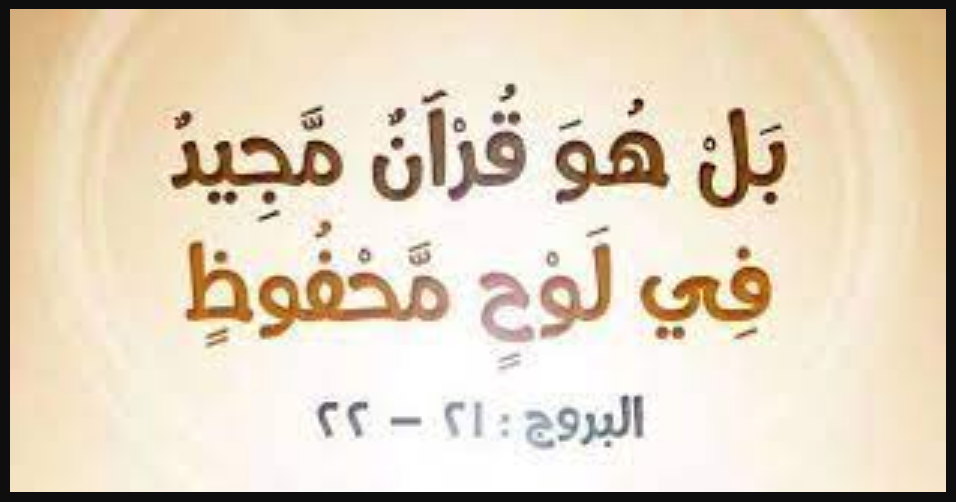
فی لوح محفوظ

لوح محفوظ (عربی: اللوح المحفوظ)، لوحی که آنچه بوده و خواهد بود در آن نوشته شده‌است.

## ام الکتاب
خداوند با قلم سرنوشت همه چیز را در آن نوشته‌است. قرآن مجید در این لوح نگاشته شده، و این لوح به نام «ام الکتاب» نیز خوانده می‌شود.

## لوح محو و اثبات و ام الکتاب
تحقق موجودات و حوادث مختلف جهان دو مرحله دارد: یکی مرحله قطعیت که هیچ گونه دگرگونی در آن راه ندارد «أُمُّ الْکِتابِ» و دیگری مرحله غیر قطعی به تعبیر دیگر «مشروط» است که در این مرحله دگرگونی در آن راه دارد، و از آن تعبیر به مرحله «محو و اثبات» می‌شود.
گاهی نیز از این دو، تعبیر به «لوح محفوظ» و «لوح محو و اثبات» می‌شود، گویی در یکی از این دو لوح، آنچه نوشته شده‌است به هیچ وجه دگرگونی در آن راه ندارد و کاملاً محفوظ است و اما دیگری ممکن است، چیزی در آن نوشته شود و سپس محو گردد و به جای آن چیز دیگری نوشته شود.

## لوح محفوظ در اصطلاح اهل شرع
لوح محفوظ در اصطلاح اهل شرع عبارت است از جسمی در بالای آسمان هفتم که آنچه بوده و آنچه تا قیامت باشد، در آن نوشته شده‌است. «و نوشتیم برای او در الواح از هر چیزی به عنوان پند و شرح هر چیزی.» (وَ کَتَبْنا لَهُ فِی الْأَلْواحِ مِنْ کُلِّ شَیْءٍ مَوْعِظَةً وَ تَفْصِیلًا لِکُلِّ شَیْءٍ) (قرآن کریم، اعراف/ ۱۴۵).

## لوح محفوظ در اصطلاح فلاسفه
در اصطلاح حکما، لوح محفوظ عقل فعال است، و در نظر بعضی از ایشان عقل اول است. متأخیرین فلاسفهٔ اسلامی آن را نفس کلی فلک اعظم دانسته‌اند، که همهٔ کائنات در آن نقش است.

## لوح محفوظ در اصطلاح صوفیه
در نظر صوفیه لوح محفوظ نوری است الهی که تمام موجودات در آن نقش است.